# Bharrat Jagdeo
Bharrat Jagdeo (Unity Village, 23 gennaio 1964) è un politico guyanese.

## Biografia
È nato nella regione del Demerara da una famiglia di origini indiane, proveniente dall'Uttar Pradesh. È entrato giovanissimo in politica, militando nella formazione marxista del Partito Progressista del Popolo fin dalla prima adolescenza.
Ha studiato in Unione Sovietica, divenendo un economista. Negli anni ha scalato i ranghi del proprio partito, venendo eletto al parlamento nazionale nel 1992 e nominato nuovo ministro dell'Economia guyanese nel 1995. Favorito dalla presidente della Guyana Janet Jagan, venne da lei nominato proprio vice nel 1997, per poi subentrarle alle sue dimissioni per motivi di salute due anni più tardi. Venne nominato primo ministro della Guyana il 9 agosto 1997, per poi subentrare come presidente appena due giorni più tardi, il che lo rende il primo ministro guyanese dal mandato più breve della storia.
È rimasto in carica come capo dello Stato fino al 2011, venendo riconfermato alle elezioni del 2001 e del 2006. Durante il lungo mandato di Jagdeo la Guyana ha superato la crisi economico-sociale che l'attanagliava negli anni '90, divenendo uno dei paesi col maggior tasso di crescita di tutto il Sudamerica. Il presidente guyanese si è distinto per essere molto vicino a temi come lo sviluppo sostenibile, la crescita verde e i cambiamenti climatici.
Al termine del secondo mandato, in accordo alla costituzione statale, ha abbandonato la carica in favore di Donald Ramotar. È ad oggi il presidente guyanese rimasto più tempo in carica (12 anni), così come l'unico ad aver raggiunto il limite di due mandati costituzionali.
Non si è tuttavia ritirato dalla politica: tra il 2015 e il 2020 è stato a capo dell'opposizione nel parlamento guyanese, mentre nel 2020 è stato nominato per la seconda volta vicepresidente da Irfaan Ali. Durante gli anni 2010 ha comunque continuato a ricoprire importanti cariche internazionali, segnatamente all'interno delle Nazioni Unite e del Commonwealth delle nazioni.